# Roberto Vian
Roberto Vian (Mestre, 20 febbraio 1965) è un fumettista italiano.

## Biografia
Artista autodidatta, sin da piccolo fa notare il suo grande talento per il disegno: i primi soggetti preferiti sono supereroi come Spider-Man e Superman.
In età adolescenziale si appassiona ai generi giallo e horror, e su quest'ultimo tema realizza, intorno ai vent'anni, una collana iperrealista per L'intrepido.
Agli inizi della sua carriera lavora negli studi di Stelio Fenzo e Vladimiro Missaglia, per poi entrare nel mondo del fumetto sotto la guida del Maestro Giovan Battista Carpi, e successivamente con Giorgio Cavazzano, presso la Disney Academy.
Vian inizierà così una proficua collaborazione con la Disney, iniziata nel 1992 e proseguita nel tempo per oltre duecento storie; spiccano i contributi a numerose saghe come Wizards of Mickey, Paperinik contro tutti, I mercoledì di Pippo, Nonna Papera e i racconti intorno al fuoco e Cronache da Invisibilia (quest'ultima vede la partecipazione di un ennesimo personaggio Disney italiano, Pipwolf).
Nel 1999 consegue il diploma all'Accademia Internazionale di Arti Grafiche di Venezia.
Tuttora continua la sua carriera come disegnatore collaborando con la Disney e altre agenzie pubblicitarie tra cui la scandinava Egmont.